# Stephen Gleeson
Stephen Gleeson, född den 3 augusti 1988 i Dublin, Irland, är en irländsk fotbollsspelare som för närvarande spelar för Birmingham City, dit han kom från Milton Keynes Dons.
Han var under säsongen 2006-07 utlånad till Stockport County tre månader för att få mer speltid och erfarenhet. 1 juli 2006 skrev han på ett nytt treårskontrakt med Wolves. 
Han har spelat i irländska U18-, 19- och A-landslaget.